# Малък петнист гущер
Малките петнисти гущери (Mesalina guttulata) са вид влечуги от семейство Гущерови (Lacertidae).
Разпространени са в Северна Африка и Югозападна Азия.
Таксонът е описан за пръв път от германския лекар Хенрих Лихтенщайн през 1823 година.